# Евдоксије Антиохиски
Евдоксије Антиохијски (? — 369, Константинополь) је био антиохијски и цариградски патријарх у 4. веку.
Био је архиепископ Антиохијски у периоду од 357. — 360. године и архиепископ Константинопољски у периоду од 360. — 369. године. Био је један од лидера радикалног крила аријанства, прозваних аномеји. Проповедао је порицање подобија Христовог лика Богу Оцу. 357. године, уз помоћ лукавства, сплетки и покровитељства дворских евнуха, добио је место архиепископа Антиохије. Цар Констанције II, који се није слагао са ставовима Аномејаца, негативно је реаговао на заузимање Антиохијске епархије од стране Евдоксија. Међутим, на архиепископском трону Антиохије остао је све до 360. године, када је заузео још престижнији трон архиепископа у Цариграду, где је остао до своје смрти 369. године.